# Стыхель, Антони
Антони Стыхель (пол. Antoni Stychel) (13 июня 1859 года; Красне-Длусько — 13 января 1935 года; Познань) — польский ксёндз и политик, председатель Союза Обществ Польских Католических Ремесленников, депутат Прусского Ландтага, Рейхстага Германской империи, Законодательного Сейма Польской Республики и Сената Польской Республики, член Главного Народного Совета в 1918 году.

## Биография
Был сыном судебного чиновника. Во время учёбы в средней школе им. Марии Магдалины в Познани был членом Общества Томаша Зана. После окончания средней школы в 1880 году начал свое политехническое обучение в Берлине, но вскоре переехал в Вюрцбург, чтобы изучать теологию. Во время учёбы был президентом Научного общества польских студентов и вел активную деятельность в среде польской рабочей эмиграции. В 1889 году был рукоположен в сан священника.
Занимал ряд должностей в Познанской архиепархии. Был, среди прочих, канцлером курии и ректором коллегиальной церкви Св. Марии Магдалины (1896 г.). В 1925 году получил почетный титул папского домашнего прелата.
Был одним из пионеров католического общественного движения в Польше. В 1893 году основал Католическое общество польских рабочих, вокруг которого за несколько лет собрал несколько более мелких организаций, а после объединения долгие годы (с 1900 года и до конца жизни) был его президентом. Также был активным членом Католического общества польских мастеров. В 1898—1914 годах депутат Прусского Ландтага, а в 1904—1918 годах — Рейхстага Германской империи. Член Польской фракции в Ландтаге. В 1908 году был выдвинут кандидатом в президенты Польской фракции в Рейхстаге (от имени национальной демократии). Прославился в парламенте Рейха как хороший оратор, решительно защищавший, среди прочего, польскость детей Вжесни. Во время Первой мировой войны был членом секретного Межпартийного комитета; в 1918 году провел в Швейцарии переговоры с Польским национальным комитетом в Париже.
Был членом Национальной Лиги, а также Комитета Обороны Горного Шлёнска в Познани (1919) и Союза Обороны Западных Кресов. Депутат Законодательного Сейма, в котором был вице-маршалом, членом конституционной и образовательной комиссий. В 1923—1927 годах сенатор и вице-маршал Сената. В 1928 году отошёл от политики после запрета духовным особам баллотироваться в Сейм и Сенат, изданного примасом Польши кардиналом Хлондом, но до конца жизни оставался членом Национальной партии.
Похоронен на Кладбище заслуженных деятелей Великой Польши в Познани (участок 6-64).